# Palais secondaire
Le palais secondaire est une structure anatomique qui sépare la cavité nasale de la cavité buccale chez de nombreux vertébrés.

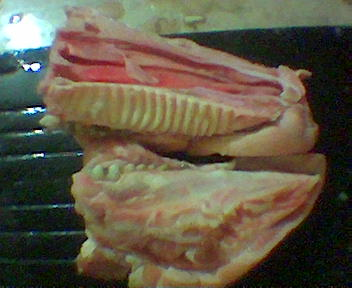
Coupe sagittale d'un museau de porc montrant le palais secondaire avec un raphé palatin prononcé.

Dans l'embryologie humaine, il s'agit de la partie du palais dur qui est formée par la croissance des deux plateaux palatins médialement et leur fusion dans la ligne médiane. Il forme la majorité du palais adulte et rencontre le palais primaire au niveau du foramen incisif.

## Signification clinique
Le développement secondaire du palais commence au cours de la sixième semaine de grossesse et peut entraîner une fente palatine lorsque le développement est anormal.
Il existe trois mécanismes principaux connus pour provoquer cet échec :
1. Retard de croissance : les étagères palatines ne poussent pas assez pour se rencontrer.
2. Obstruction mécanique : une taille de bouche inappropriée ou des structures anatomiques anormales dans la bouche embryonnaire empêchent les étagères complètement développées de se rencontrer.
3. Dysfonctionnement épithélial médian (DEM)[1] : la muqueuse superficielle des plateaux embryonnaires est altérée, ce qui provoque un échec de la fusion palatine.

## Histoire évolutive
Le palais secondaire aurait un rôle important dans le développement des animaux à sang chaud, séparant la bouche de la cavité nasale et permettant donc la mastication. Les premières créatures à disposer d'un palais secondaire, identifiés sous le nom d'euthériodontes (un groupe qui inclut les mammifères, leurs ancêtres ainsi qu'une lignée indépendante apparenté) sont connus à partir des archives fossiles datant du milieu du Permien.